# Loyall (Kentucky)
Loyall est une ville américaine située dans le comté de Harlan, dans le Kentucky. Selon le recensement de 2020, sa population est de 638 habitants.